# 3367 Alex
3367 Alex è un asteroide della fascia principale. Scoperto nel 1983, presenta un'orbita caratterizzata da un semiasse maggiore pari a 2,7840903 UA e da un'eccentricità di 0,0691818, inclinata di 5,31949° rispetto all'eclittica.
Dal 26 marzo al 22 giugno 1986, quando 3432 Kobuchizawa ricevette la denominazione ufficiale, è stato l'asteroide denominato con il più alto numero ordinale. Prima della sua denominazione, il primato era di 3317 Paris.
L'asteroide è dedicato a Alex R. Baltutis, nipote dello scopritore.